# White Sands nationalpark

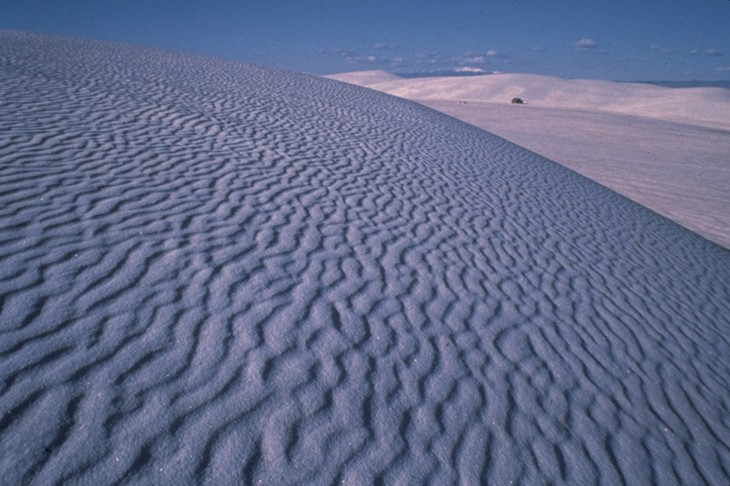
Dyner i White Sands.

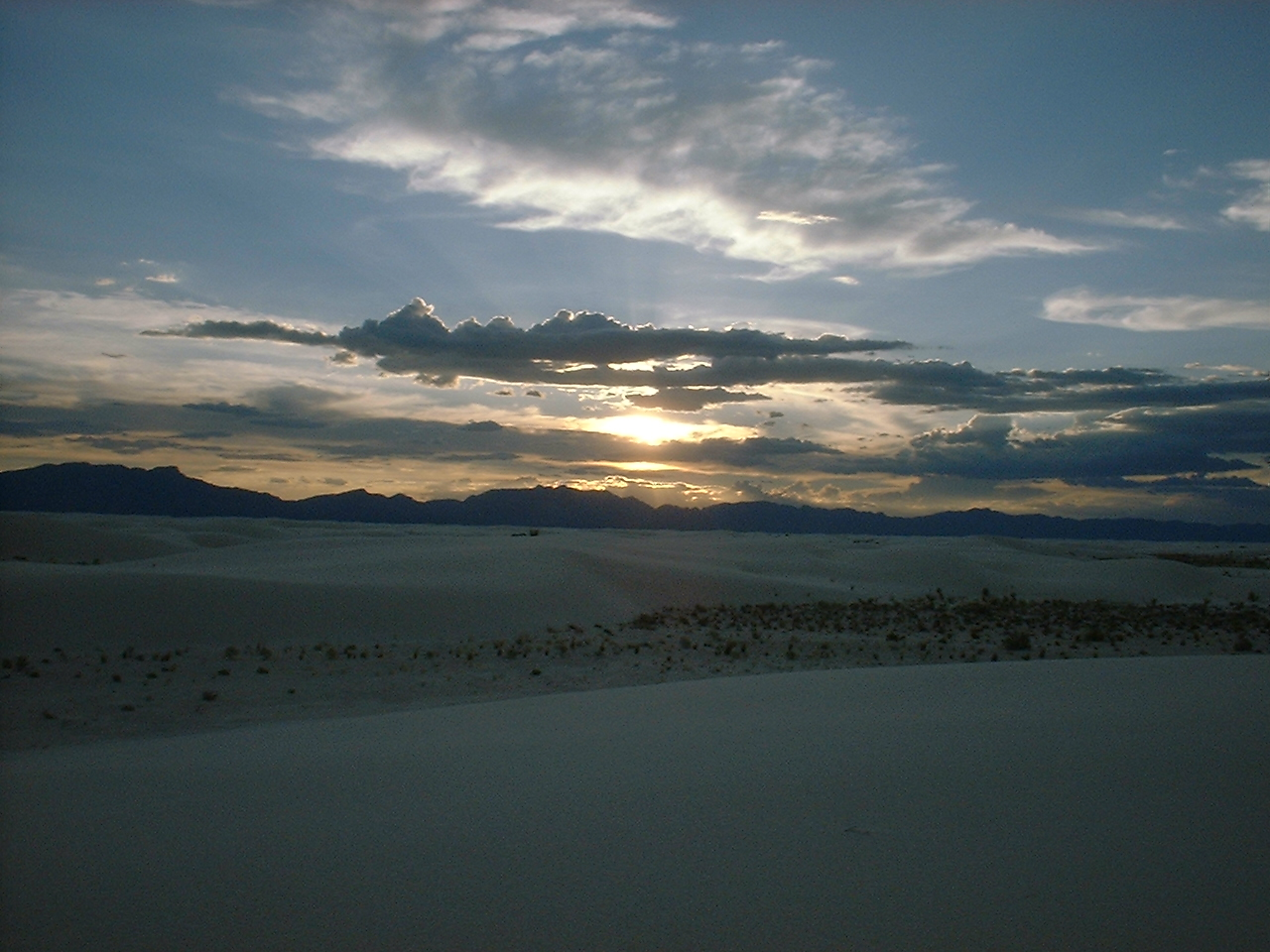
Solnedgång över White Sands.

White Sands nationalpark, tidigare White Sands nationalmonument, ligger i delstaten New Mexico i USA, i Otero County strax utanför Alamogordo. Platsen är känd för sina vita sanddyner. Nationalparken omfattar den södra delen av ett 710 km² stort fält med sanddyner innehållandes gipskristaller som gör att dynerna blir bländande vita. 
Nationalparken är en del av USA:s armés skjutfält White Sands Missile Range.
Den 18 januari 1933 blev platsen ett nationalmonument av USA:s 31:a president Herbert Hoover (R) medan den 20 december 2019 blev den en nationalpark när USA:s 45:e president Donald Trump (R) signerade dekretet National Defense Authorization Act for Fiscal Year 2020.